# Marchegg
Marchegg è un comune austriaco di 2 937 abitanti nel distretto di Gänserndorf, in Bassa Austria; ha lo status di città (Stadtgemeinde).